# Маурицио Полини
Маурицио Полини (на италиански: Maurizio Pollini) е италиански пианист и диригент.
Роден е на 5 януари 1942 година в Милано в семейството на известния архитект Джино Полини. От ранна възраст свири на пиано, а през 1959 година се дипломира в Миланската консерватория. През следващите години се налага като водещ изпълнител на композитори, като Лудвиг ван Бетховен, Франц Шуберт, Фредерик Шопен, Роберт Шуман, Йоханес Брамс, Арнолд Шьонберг, Антон Веберн, както и като популяризатор на съвременни автори, като Пиер Булез, Луиджи Ноно, Карлхайнц Щокхаузен, Джакомо Манцони, Салваторе Шарино, Бруно Мадерна.